# 1397
| [ Edytuj tabelę ]                          | |
| Król Polski                                | - 1384 Jadwiga Andegaweńska 1399 - 1386 Władysław II Jagiełło 1434                                     |
| Współksiążęta Andory                       | - 1396 Galcerà de Vilanova 1415 - 1396 Mateusz 1398                                                    |
| Król Anglii                                | - 1377 Ryszard II 1399                                                                                 |
| Król Aragonii i Walencji, hrabia Barcelony | - 1396 Marcin I Ludzki 1410                                                                            |
| Władca Azteków                             | - 1395 Huitzilíhuitl 1417                                                                              |
| Elektor Brandenburgii                      | - 1388 Jodok z Moraw 1411                                                                              |
| Książę Bawarii-Ingolstadt                  | - 1375 Stefan III 1413                                                                                 |
| Książę Bawarii-Landshut                    | - 1393 Henryk XVI Bogaty 1450                                                                          |
| Książę Bawarii-Monachium                   | - 1375 Jan II 1397 - 1397 Ernest 1438                                                                  |
| Książę Burgundii                           | - 1364 Filip II Śmiały 1404                                                                            |
| Cesarz Bizancjum                           | - 1391 Manuel II Paleolog 1425                                                                         |
| Cesarz Chin                                | - 1368 Hongwu 1398                                                                                     |
| Król Cypru                                 | - 1382 Jakub I 1398                                                                                    |
| Król Czech                                 | - 1378 Wacław IV Luksemburski 1419                                                                     |
| Król Danii                                 | - 1387 Małgorzata I 1412 - 1396 Eryk Pomorski 1439                                                     |
| Dalajlama                                  | - 1391 Gendun Drup 1474                                                                                |
| Władca Egiptu                              | - 1390 Barkuk 1399                                                                                     |
| Cesarz Etiopii                             | - 1382 Dawid I 1413                                                                                    |
| Król Francji                               | - 1380 Karol VI 1422                                                                                   |
| Król Gruzji                                | - 1393 Jerzy VII 1407                                                                                  |
| Hrabia Holandii                            | - 1358 Albert 1404                                                                                     |
| Cesarz Japonii                             | - 1392 Go-Komatsu 1412                                                                                 |
| Kalif                                      | - 1389 Al-Mutawakkil I 1406                                                                            |
| Król Kastylii i Leónu                      | - 1390 Henryk III Chorowity 1406                                                                       |
| Patriarcha Konstantynopola                 | - 1391 Antoni IV 1397 - 1397 Kalikst II Ksantopul 1397 - 1397 Mateusz I 1410                           |
| Władca Korei                               | - 1392 T’aejo 1398                                                                                     |
| Wielki książę litewski                     | - 1382 Jagiełło 1400 - 1392 Witold 1430                                                                |
| Cesarz Majapahitu                          | - 1389 Wikramawardhana 1429                                                                            |
| Sułtan Maroka                              | - 1396 Abu Amir Abdullah 1398                                                                          |
| Książę Mediolanu                           | - 1378 Giovanni Galeazzo 1402                                                                          |
| Senior Monako                              | - 1397 Jan I 1402 - 1397 Ludwik 1402                                                                   |
| Wielki książę moskiewski                   | - 1389 Wasyl I 1425                                                                                    |
| Król Nawarry                               | - 1387 Karol III Szlachetny 1425                                                                       |
| Król Norwegii                              | - 1387 Małgorzata I 1412 - 1396 Eryk Pomorski 1442                                                     |
| Elektor Palatynatu                         | - 1390 Ruprecht II 1398                                                                                |
| Papież awinioński                          | - 1394 Benedykt XIII 1417                                                                              |
| Papież                                     | - 1389 Bonifacy IX 1404                                                                                |
| Król Portugalii                            | - 1385 Jan I 1433                                                                                      |
| Cesarz Rzymski (niemiecki)                 | - 1378 Wacław IV Luksemburski 1400                                                                     |
| Kapitanowie Regenci San Marino             | - 1397 Bartolino di Antonio Giacomino di Paolo 1397 - 1397 Nicolò di Giove Marino di Ghino Fabbro 1397 |
| Książę Serbii                              | - 1389 Stefan IV Lazarević 1402                                                                        |
| Elektor Saksonii                           | - 1388 Rudolf III Saski 1419                                                                           |
| Król Szkocji                               | - 1390 Robert III Stewart 1406                                                                         |
| Król Szwecji                               | - 1389 Małgorzata 1412 - 1396 Eryk XIII Pomorski 1439                                                  |
| Król Tajlandii                             | - 1395 Ramracha Thirat 1409                                                                            |
| Sułtan Turków                              | - 1389 Bajazyd I 1402                                                                                  |
| Doża Wenecji                               | - 1382 Antonio Veniero 1400                                                                            |
| Król Węgier                                | - 1387 Zygmunt Luksemburski 1437                                                                       |
| Wielki mistrz zakonu krzyżackiego          | - 1393 Konrad von Jungingen 1407                                                                       |

Rok 1397 / MCCCXCVII
stulecia: XIII wiek ~
XIV wiek ~
XV wiek

lata: 1387 «
1392 «
1393 «
1394 «
1395 «
1396 «
1397
» 1398
» 1399
» 1400
» 1401
» 1402
» 1407

## Wydarzenia w Polsce
- 11 stycznia – papież Bonifacy IX wydał bullę o utworzeniu wydziału teologicznego przy Akademii Krakowskiej.
- 24 lutego – w Radzyniu Chełmińskim należącym do państwa zakonu krzyżackiego została utworzona antykrzyżacka organizacja szlachty ziemi chełmińskiej o nazwie Związek Jaszczurczy.
- Opanowanie przez Jagiełłę i Witolda terenów leżących nad Morzem Czarnym[1]

## Wydarzenia na świecie
- 7 czerwca – w trakcie lokalnego konfliktu o opłatę celną hrabia Mark Dytryk i jego brat hrabia Kleve Adolf II pokonali w bitwie pod Kleverhamm w Niemczech księcia Bergu Wilhelma I.
- 17 czerwca – Eryk Pomorski został koronowany na władcę Szwecji, Danii i Norwegii. Jednocześnie przedstawiciele trzech królestw zawarli w Kalmarze akt unii personalnej (tzw. unii kalmarskiej).

- Powstał bank Medyceuszy we Florencji.
- Islandia i Grenlandia, dotychczas należące do Norwegii, przechodzą pod panowanie Danii.
- Imperium osmańskie zdobyło Carstwo Widin, jedyną pozostającą niezależną część Bułgarii. Car Iwan Sracimir z Widina został pojmany.

## Urodzili się
- 16 sierpnia – Albrecht II Habsburg, król Niemiec, Węgier i Czech, arcyksiążę Austrii oraz książę Luksemburga (zm. 1439)
- 15 listopada – Mikołaj V, papież kościoła katolickiego (zm. 1455)

## Zmarli
- 24 stycznia − Markolin z Forli, włoski dominikanin, błogosławiony katolicki (ur. 1317)
- 14 marca - Henryk VIII Wróbel, książę śląski z dynastii Piastów (ur. między 1357 a 1363)
- data dzienna nieznana:
  - Antoni IV, patriarcha Konstantynopola (ur. ?)
  - Francesco I Crispo, władca Księstwa Naksos (ur. ?)
  - Kalikst II Ksantopul, patriarcha Konstantynopola (ur. ?)
  - Puta II z Czastolowic, czeski możnowładca, ojciec Puty III (ur. ?)
  - Wład Uzurpator, hospodar Wołoski (ur. ?)